# 熊本市立松尾西小学校
熊本市立松尾西小学校（くまもとしりつ まつおにししょうがっこう）は、熊本県熊本市西区松尾町上松尾にあった公立小学校。

## 沿革
- 1889年（明治22年） - 梅洞尋常小学校創立
- 1913年（大正2年） - 梅洞小学校と近津小学校が合併し、飽託郡松尾西部尋常小学校創立
- 1941年（昭和16年） - 飽託郡松尾村立松尾西部国民学校と改称
- 1947年（昭和22年） - 飽託郡松尾村立松尾西部小学校に改称
- 1955年（昭和30年） - 熊本市に編入､熊本市立松尾西小学校と改称
- 2017年（平成29年） - 熊本市立小島小学校へ統合